# Grand Prix Finał na żużlu
Finał Grand Prix w sporcie żużlowym to zawody z cyklu żużlowego Grand Prix.
Finałowe Grand Prix po raz pierwszy odbyło się 18 października 2008 roku w Bydgoszczy. Zawody te zastąpiły Grand Prix Niemiec, które to miało być ostatnią eliminacją w sezonie, jednak ze względu na złe przygotowanie sztucznej nawierzchni na stadionie Veltins-Arena, Grand Prix z Gelsenkirchen przeniesiono do Bydgoszczy. Nazwę z Grand Prix Niemiec zmieniono na Finał Grand Prix właśnie.
W roku 2010 w Polsce miały miejsce trzy turnieje GP: w Lesznie (Grand Prix Europy), w Toruniu i w Bydgoszczy. Bydgoski turniej był ostatnią eliminacją cyklu, jednakże nie zdecydowano się nazwać go Finałem Grand Prix – zarówno zawody w Toruniu jak i w Bydgoszczy odbywały się jako Grand Prix Polski. Różniły się jednak nazwą: turniej toruński odbył się jako FIM Toruń Speedway Grand Prix of Poland, zaś bydgoski – FIM Bydgoszcz Speedway Grand Prix of Poland.
Gdy w roku 2011 organizację ostatniego turnieju przejął Gorzów Wielkopolski, nazwano go podobnie – FIM Gorzów Speedway Grand Prix of Poland.

## Podium
| Sezon | Nr             | Miejsce   | Stadion         |               |                  |              |
| 2008  | 1 (111) wyniki | Bydgoszcz | Stadion Polonii | Tomasz Gollob | Hans N. Andersen | Greg Hancock |

### Zwycięzcy
- 1x – Tomasz Gollob

### Finaliści
- 1x – Leigh Adams, Hans N. Andersen, Tomasz Gollob, Greg Hancock